# Sâmbăta de Sus
Sâmbăta de Sus é uma comuna romena localizada no distrito de Brașov, na região histórica da Transilvânia. A comuna possui uma área de 47.26 km² e sua população era de 1437 habitantes segundo o censo de 2007.